# Diana Karnafel
Diana Karnafel (ukrainska: Діана Карнафель), född  8 januari 2007, är en ukrainsk simhoppare.

## Karriär

### Junior
Vid junior-EM 2024 i Rzeszów tog Karnafel guld i enmeterssvikten och silver i tremeterssvikten, båda i åldersgrupp A. Vid junior-VM 2024 i Rio de Janeiro tog hon guld i parhopp från tremeterssvikten tillsammans med Ksenija Botjek.

### Senior
Vid simhopps-EM 2025 i Antalya gjorde Karnafel sin mästerskapsdebut som senior och tog guld i parhopp från tremeterssvikten tillsammans med Ksenija Botjek.